# Lucien Bollack
Lucien Bollack war ein französischer Hersteller von Automobilen.

## Unternehmensgeschichte
Lucien Bollack gründete 1929 nach seinem Ausscheiden bei B.N.C. in Paris das Unternehmen, das seinen Namen trug, zur Produktion von Automobilen. Er präsentierte im Oktober 1929 ein Fahrzeug auf dem Pariser Automobilsalon. Der Markenname lautete Lucien Bollack. 1930 endete die Produktion. Insgesamt entstanden nur wenige Fahrzeuge.

## Fahrzeuge
Im Angebot stand nur ein Modell. Für den Antrieb sorgte ein Achtzylinder-Reihenmotor von Lycoming mit wahlweise 4350 cm³ oder 5105 cm³ Hubraum. Das Modell gab es unter anderem als zweitürige Limousine.